# Некрасова, Лидия Ивановна
Лидия Ивановна Некрасова — советский хозяйственный, государственный и политический деятель.

## Биография
Родилась в 1911 году в Серпухове. Член КПСС с 1930 года.
С 1928 года — на хозяйственной, общественной и политической работе. В 1928—1963 гг. — слесарь-ремонтник на заводе в Выксе, на комсомольской работе на Горьковском металлургическом заводе, а затем на заводе «Красное Сормово», журналист, ответственный секретарь газеты «Автогигант», редактор газеты «Ленинская смена», инструктор отдела печати Горьковского обкома КПСС, заведующая отделом райкома ВКП (б), секретарь райкома по кадрам, 2-й секретарь Пильнинского райкома ВКП(б), секретарь парткома на «ГАЗе», секретарь, 1-й секретарь Автозаводского райкома КПСС, третий секретарь Горьковского горкома КПСС. 
Делегат XIX и XX съезда КПСС.
Умерла в Горьком в 1965 году. Похоронена на Старом Автозаводском кладбище.